# مندلورین (فصل ۳)
فصل سوم مجموعه تلویزیونی آمریکایی مندلورین، بخشی از فرنچایز جنگ ستارگان است و داستان آن پس از وقایع فیلم بازگشت جدای (۱۹۸۳) جریان دارد. این فصل ادامه‌ای بر ماجرای یک جایزه‌بگیر و همراهش گروگو است، پس از آنکه آن‌ها در مجموعه فرعی کتاب بوبا فت دوباره به هم پیوستند. در این فصل همچنین تلاش‌ها برای اتحاد مردم پراکندهٔ مندلور و بازپس‌گیری سیارهٔ مادری‌شان از بقایای امپراتوری به تصویر کشیده می‌شود. این فصل توسط لوکاس‌فیلم، فِرویو انترتینمنت و گولم کریشنز تهیه شده و مانند فصل‌های قبلی، جان فاورو به عنوان شورانر در تولید آن حضور داشته است.
پدرو پاسکال و کتی سکف به‌ترتیب در نقش شخصیت اصلی و رهبر مندلورین، بو-کاتان کرایز، بازی می‌کنند. توسعه فصل سوم مندلورین از اواخر آوریل ۲۰۲۰ آغاز شد و در دسامبر همان سال به‌طور رسمی تأیید شد. این فصل خاتمه‌ای بر برخی از خط‌های داستانی دو فصل نخست و همچنین مجموعه فرعی کتاب بوبا فت است و در عین حال، زمینه‌ساز روایت‌های جدید برای پروژه‌های آینده نیز به‌شمار می‌رود. فیلم‌برداری از اکتبر ۲۰۲۱ آغاز شد و در اواخر مارس ۲۰۲۲ به پایان رسید. در این فصل، جوزف شرلی جایگزین لودویگ گورانسون در مقام آهنگساز شد.
فصل سوم که شامل هشت قسمت است، از ۱ مارس تا ۱۹ آوریل ۲۰۲۳ از سرویس استریم دیزنی پلاس پخش شد. این فصل به‌طور کلی نقدهای مثبتی از منتقدان دریافت کرد؛ بازی‌ها، موسیقی، کارگردانی، فیلم‌برداری و سکلنس‌های اکشن تحسین شدند، اما فیلمنامه و ریتم داستان‌گویی مورد انتقاد قرار گرفتند و برخی آن را ضعیف‌تر از فصل‌های پیشین دانستند. این فصل موفق به کسب یک جایزه امی هنرهای خلاق شد و در هشت بخش دیگر نیز نامزد گردید. یک فیلم ادامه‌دار با عنوان مندلورین و گروگو در دست ساخت است. همچنین فصل چهارم در دست توسعه بود، اما پس از بازنگری لوکاس‌فیلم در برنامه‌هایش برای این فرنچایز و تمرکز بر ساخت فیلم، سرنوشت آن در هاله‌ای از ابهام قرار گرفت.